# NSWRL 1949
Die NSWRL 1949 war die 42. Saison der New South Wales Rugby League Premiership, der ersten australischen Rugby-League-Meisterschaft. Den ersten Tabellenplatz nach Ende der regulären Saison belegten die South Sydney Rabbitohs. Diese verloren im Finale 12:19 gegen die St. George Dragons, die damit zum zweiten Mal die NSWRL gewannen.

## Tabelle
|      | Team                          | Spiele | Siege | Unent. | Ndlg. | Spiel- punkte | Diff. | Tabellen- punkte |
| ---- | ----------------------------- | ------ | ----- | ------ | ----- | ------------- | ----- | ---------------- |
| 01.  | South Sydney Rabbitohs        | 18     | 13    | 1      | 4     | 360:210       | + 150 | 27               |
| 02.  | Western Suburbs Magpies       | 18     | 12    | 0      | 6     | 365:280       | + 85  | 24               |
| 03.  | St. George Dragons            | 18     | 11    | 1      | 6     | 345:231       | + 114 | 23               |
| 04.  | Balmain Tigers                | 18     | 10    | 2      | 6     | 265:206       | + 59  | 22               |
| 05.  | Parramatta Eels               | 18     | 8     | 4      | 6     | 311:269       | + 42  | 20               |
| 06.  | Newtown Jets                  | 18     | 9     | 1      | 8     | 358:332       | + 26  | 19               |
| 07.  | Canterbury-Bankstown Bulldogs | 18     | 6     | 2      | 10    | 236:337       | - 101 | 14               |
| 08.  | Manly-Warringah Sea Eagles    | 18     | 6     | 1      | 11    | 171:293       | - 122 | 13               |
| 09.  | North Sydney Bears            | 18     | 5     | 1      | 12    | 253:369       | - 116 | 11               |
| 010. | Eastern Suburbs               | 18     | 3     | 1      | 14    | 214:351       | - 137 | 7                |

## Playoffs
Eigentlich hätte St. George nach dem Sieg gegen Balmain die NSWRL gewonnen. Da South Sydney aber als Gewinner der Minor Premiership das sogenannte „Right of Challenge“ besaß, fand eine Woche später das Grand Final zwischen St. George und South Sydney statt.

### Ausscheidungs/Qualifikationsplayoffs
| 20. August | St. George Dragons | 16 : 12 | South Sydney Rabbitohs | Sydney Cricket Ground, Sydney Zuschauer: 41.696 Schiedsrichter: Tom McMahon Jr. |
| 20. August | Bericht            |         |                        | Sydney Cricket Ground, Sydney Zuschauer: 41.696 Schiedsrichter: Tom McMahon Jr. |

| 27. August | Balmain Tigers | 20 : 13 | Western Suburbs Magpies | Sydney Cricket Ground, Sydney Zuschauer: 38.209 Schiedsrichter: George Bishop |
| 27. August | Bericht        |         |                         | Sydney Cricket Ground, Sydney Zuschauer: 38.209 Schiedsrichter: George Bishop |

### Halbfinale
| 3. September | St. George Dragons | 18 : 7 | Balmain Tigers | Sydney Cricket Ground, Sydney Zuschauer: 55.341 Schiedsrichter: Jack O’Brien |
| 3. September | (7:2) Bericht      |        |                | Sydney Cricket Ground, Sydney Zuschauer: 55.341 Schiedsrichter: Jack O’Brien |

### Grand Final
| 10. September | St. George Dragons                                                           | 19 : 12        | South Sydney Rabbitohs                                                     | Sydney Cricket Ground, Sydney Zuschauer: 56.534 Schiedsrichter: George Bishop |
| 10. September | Versuche: Pidding (2), Roberts (2), McCoy Erhöhungen: McCoy (1), Pidding (1) | (11:7) Bericht | Versuche: Graves, Purcell Erhöhungen: Graves (2/2) Straftritte: Graves (1) | Sydney Cricket Ground, Sydney Zuschauer: 56.534 Schiedsrichter: George Bishop |

| 1  | Doug Fleming   |
| 2  | Ron Roberts    |
| 3  | Doug McRitchie |
| 4  | Matt McCoy     |
| 5  | Noel Pidding   |
| 6  | Norman Hawke   |
| 7  | Noel Hill      |
| 8  | George Jardine |
| 9  | Charlie Banks  |
| 10 | Carl Langton   |
| 11 | Jack Munn      |
| 12 | Frank Facer    |
| 13 | Jack Holland   |

| 1  | Clive Churchill  |
| 2  | Len Allmond      |
| 3  | Ken Brogan       |
| 4  | Norm Spillane    |
| 5  | Johnny Graves    |
| 6  | Arthur Moynihan  |
| 7  | Des Bryan        |
| 8  | Les Cowie        |
| 9  | Jack Rayner      |
| 10 | Bernie Purcell   |
| 11 | Denis Donoghue   |
| 12 | Ernest Hammerton |
| 13 | Jack Melville    |